# アザーワイズ賞
アザーワイズ賞（アザーワイズしょう、Otherwise Award）は、ジェンダーへの理解に貢献したSF・ファンタジー作品に送られる文学賞。1991年2月、SF作家パット・マーフィーとカレン・ジョイ・ファウラーにより、WisConでのディスカッションを経て創始された。
正賞の他に、選考委員による"Tiptree Award Honor List"も公開される。これは「この賞のアイデンティティの強力な一部であり（……）多くの読者にとって推薦図書リストとなるだろう」とされている。
当初の賞名はSF作家ジェイムズ・ティプトリー・ジュニア（本名アリス・B・シェルドン）にちなむ「ジェイムズ・ティプトリー・ジュニア賞」（James Tiptree Jr. Award）だった。ティプトリーの名を冠する賞名の適切さをめぐる議論を経て、2019年10月13日に賞運営委員会は「アザーワイズ賞」への改称を決定した。
2022年をもって一度休止した後、2025年に復活した。復活後は複数の受賞作と、次点に相当する"honor list"を発表する形式に変わっている。

## 背景

### 「ティプトリー」の名の選択
男性名のペンネームを用いて作品を発表し、複数の賞を受賞したアリス・シェルドンは、男性SFと女性SFという区別が幻影でしかないことを示すことに貢献した。「ティプトリー」が初めてSFを発表してから数年後、シェルドンは「ラクーナ・シェルドン」という女性名義でいくつかの著作を発表した。のちにSF界は「ティプトリー」がずっと女性であったことを知ることになる。この発見は（もしそういうものがあるとして）ジェンダーに固有の執筆傾向というテーマについての議論を広く引き起こした。批評や執筆においてジェンダーが果たす役割を読者に気づかせるため、カレン・ジョイ・ファウラーの提案により本賞はシェルドンの名誉を称えて命名された。

### 議論と改名
2019年、ティプトリーの名を冠することの適切さについての議論が起こった。1987年、ティプトリーは闘病中の夫ハンティントン・シェルドンを殺害し、自身も自殺した。この殺害については「自殺契約」に基づくものだと主張する者もいたが、これを「介護殺人」つまり障害のある人物を介護に責任を持つ人物が殺害したケースであると解釈する者もいた。ティプトリー賞運営委員会はこの疑義に基づく改名要求を受領した。
2019年9月2日、運営委員会はこれらの要求に応えて、「ティプトリー賞の改名は現在のところ確実ではない」という声明を出した。だが9日後の9月11日、運営委員会は「（この賞は）現行の名称のままでは続けられない」という声明を出した。
2019年10月13日、運営委員会はティプトリー賞を「アザーワイズ賞」に改名するという声明を出した。この名称はブラック・クィア・フェミニスト・スカラーシップの「アザーワイズ・ポリティクス」という概念から取られている。この声明によれば、「『アザーワイズ』とは進むべき別の方向を見つけること――新たに生まれた複数の道筋や手法を用いることにより、新たにありうべき場所に向かって進むこと――を意味している」という。

## 受賞作
年度は発表年（授賞の前年）。
- 遡及受賞
  - Motherlines, Walk to the End of the World, スージー・マッキー・チャーナス
  - 『闇の左手』 The Left Hand of Darkness, アーシュラ・K・ル＝グウィン
  - 『フィメール・マン』 The Female Man /『変革のとき』 When It Changed, ジョアンナ・ラス
- 1991年
  - A Woman of the Iron People, エリナー・アーナスン
  - White Queen, ギネス・ジョーンズ
- 1992年 China Mountain Zhang, モーリーン・F・マクヒュー
- 1993年 Ammonite, ニコラ・グリフィス
- 1994年
  - The Matter of Seggri, アーシュラ・K・ル＝グウィン
  - Larque on the Wing, ナンシー・スプリンガー
- 1995年
  - Waking The Moon, エリザベス・ハンド
  - The Memoirs Of Elizabeth Frankenstein, セオドア・ローザック
- 1996年
  - Mountain Ways, アーシュラ・K・ル＝グウィン
  - The Sparrow, メアリ・ドリア・ラッセル
- 1997年
  - Black Wine, キャンダス・ジェイン・ドーシイ
  - 「雪の女王と旅して」 Travels With The Snow Queen, ケリー・リンク
- 1998年 Congenital Agenesis of Gender Ideation, レイフェル・カーター
- 1999年 The Conqueror's Child, スージー・マッキー・チャーナス
- 2000年 Wild Life, モリー・グロス
- 2001年 The Kappa Child, ヒロミ・ゴトー
- 2002年
  - 『ライト』 Light, M・ジョン・ハリスン
  - Stories for Men, ジョン・ケッセル
- 2003年 Set This House In Order: A Romance Of Souls, マット・ラフ
- 2004年
  - 『擬態――カムフラージュ』 Camouflage, ジョー・ホールドマン
  - Not Before Sundown, ヨハンナ・シニサロ
- 2005年 『エア』 Air, ジェフ・ライマン
- 2006年
  - 『孤児の物語』 The Orphan's Tales: In the Night Garden, キャサリン・M・ヴァレンテ
  - Half Life, シェリー・ジャクソン
  - James Tiptree, Jr.: The Double Life of Alice B. Sheldon, ジュリ・フィリップス（ジェイムズ・ティプトリー・Jr.の伝記）
- 2007年 The Carhullan Army, サラ・ホール
- 2008年
  - 『心のナイフ』 The Knife of Never Letting Go, パトリック・ネス
  - Filter House, ニスィ・ショール
- 2009年
  - Cloud and Ashes: Three Winter’s Tales, グリア・ギルマン
  - 『大奥』 Ooku: The Inner Chambers volumes 1 & 2, よしながふみ
- 2010年 Baba Yaga Laid an Egg, ドゥブラヴカ・ウグレシィチ
- 2011年 Redwood and Wildfire, Andrea Hairston
- 2012年
  - The Drowning Girl, ケイトリン・R・キアナン
  - Ancient, Ancient, Kiini Ibura Salaam
- 2013年 Rupetta, N. A. Sulway
- 2014年
  - The Girl in the Road, Monica Byrne
  - 『わたしの本当の子どもたち』 My Real Children, ジョー・ウォルトン
- 2015年
  - The New Mother, Eugene Fischer
  - Lizard Radio, Pat Schmatz
- 2016年 When the Moon Was Ours, Anna-Marie McLemore
- 2017年 Who Runs The World?, Virginia Bergin
- 2018年 "They Will Dream in the Garden", Gabriela Damián Miravete
- 2019年[4] Freshwater, Akwaeke Emezi
- 2020年[5] “Ife-Iyoku, the Tale of Imadeyunuagbon”, Oghenechovwe Donald Ekpeki
- 2021年[6]
  - Light From Uncommon Stars, Ryka Aoki
  - Sorrowland, Rivers Solomon
- 2024年[7]
  - Rakesfall, Vajra Chandrasekera
  - Walking Practice, Dolki Min（Victoria Caudle訳）
  - In Universes, Emet North
  - “Kiss of Life”, P.C. Verrone